# Дипломатична місія Унковського 1649 року
Дипломатична місія Григорія Яковича Унковського 1649 року — перше офіційне посольство російського царя Олексія Михайловича до гетьмана Б.Хмельницького та Війська Запорозького в роки Національно-визвольної війни українського народу середини 17 ст. До України місія була відправлена з Москви 26 (16) березня 1649 за результатами переговорів з українським послом С. Мужиловським.
Під час переговорів, які проходили в Чигирині 27 квітня — 2 травня (17—22 квітня) 1649, Г. Унковський запевнив українську сторону в прихильному ставленні Москви до визвольної боротьби Війська Запорозького, але водночас попередив, що прийняття Війська Запорозького під протекцію царя можливе лише за умови, якщо козаки самостійно звільнять Україну без порушення мирного договору між Московською державою та Річчю Посполитою. Оскільки відмова Москви надати військову допомогу Україні ламала стратегічні плани гетьманського уряду стосовно комбінованого удару по Речі Посполитій влітку 1649, Б. Хмельницький наполегливо переконував російського посла в можливості й доцільності військово-політичної співпраці сторін, наголошуючи на фактах їхньої одновірності та спільних витоках історичних доль «від Володимирового світлого Хрещення», а також відсутності присяги Війська Запорозького на вірність польському королю Яну II Казимиру Ваза. Відповідаючи на закиди гетьмана стосовно небажання московського керівництва надати
допомогу Україні, посол наголошував на відмові уряду Олексія Михайловича надати військову допомогу Речі Посполитій відповідно до положень мирної угоди, а також на наданні ним дозволу безмитного завезення в Україну хліба та іншого продовольства.
Статейний список Г.Унковського містить цікавий матеріал, дотичний до історії визвольної боротьби українського народу, зокрема свідчення про карбування Б.Хмельницьким власної монети, відомості про чисельність шляхти в козацькому війську тощо.